# Смешарики. Легенда о золотом драконе
«Смеша́рики. Леге́нда о золото́м драко́не» — российский полнометражный анимационный фильм режиссёра Дениса Чернова в формате 3D, являющийся сиквелом мультсериала «Смешарики». Премьера мультфильма планировалась 1 октября 2015 года, но была назначена на 17 марта 2016 года. Мультфильм произведён группой компаний «Рики», включающей в себя студию «Петербург».

## Создание
Разработка фильма велась с 2012 года.
Изначально, главным ведущим сценаристом Смешариков Алексеем Лебедевым был написан сценарий, по слухам в котором, в центре истории должны были фигурировать луна и сновидения. Однако, ведущий режиссёр проекта Денис Чернов не проникся этим сценарием и решил не брать его в работу. Также параллельно был написан сценарий от внешней творческой команды фильма, однако он посчитал его чересчур мрачным. В результате Денис Чернов решил сам написать сценарий и привлёк в работу Дмитрия Яковенко, одного из ведущих сценаристов Смешариков и его спин-оффа «Пин-Код».
Также сценарий постоянно менялся и на стадии производства фильма. Так, изначально главным героем этого фильма должен был быть Лосяш, но по итогу эту роль решили отдать Барашу, из-за чего пришлось под него писать новый сценарий.
В основу сценария лег также один из случаев из реальной жизни режиссёра картины Дениса Чернова, где он однажды во время прогулки со своей женой в Таиланде заблудились в джунглях и они пять часов блуждали по бамбуковому лесу.
В фильме представлено более 1000 сцен и локаций. Особое внимание создатели фильма уделяли проработке текстур, локаций и образов персонажей, для чего в коллективе студии «Петербург» появились художники по шерсти. Для проработки главного места действия картины — джунглей с невероятным количеством листьев — создатели фильма разработали систему искусственной генерации в кадре листьев и деревьев по определённым условиям.
Также, при создании музыки к фильму композиторы Марина Ланда и Сергей Васильев использовали ранее никогда не звучавшие в проекте этнические инструменты — барабаны, дудки, традиционные африканские инструменты.

## Сюжет
История началась с того, что Крош, Ёжик, Бараш и Нюша играют в компьютерную игру, где Бараш проигрывает, подведя друзей. У Лосяша скоро состоится научная конференция за границей, где он должен быть вовремя. Для этого Пин сооружает самолёт, и все Смешарики, кроме разочаровавшегося в себе Бараша, собираются лететь с ним. Вечером Лосяш созывает всех Смешариков на репетицию своего выступления, представляя всем свой прибор «Улучшайзер», позволяющий меняться способностями с другим, желающим это сделать. Бараш желает тайно воспользоваться этим, одолжив способности у друзей, только так, чтобы они сами ничего не узнали.
Ночью Бараш проникает в самолёт и берёт Улучшайзер, однако по ошибке попадает в тело гусеницы (оказалось, что с помощью прибора можно меняться не только способностями, но и телами). Поутру он невольно становится причиной авиакатастрофы, в результате которой все выживают. Заметив Бараша в теле гусеницы, друзья кладут его в банку, чтобы не потерять друга. Позже они понимают, что попали в джунгли Южной Америки, и теперь им предстоит найти тело Бараша, на голове которого находится Улучшайзер. Однако банка с Барашем в теле гусеницы случайно падает в реку и уплывает.
Смешарики решают разделиться: мужская часть идёт на разведку, а женская — ищет Бараша. Друзья находят большой лагерь индейцев-хамелеонов, которые обнаруживают тело Бараша и решают, что это — Золотой дракон, по пророчеству обязанный спасти их от страданий. Замаскировавшихся под туземцев Смешариков разоблачают, однако благодаря навыкам театрального и голосового искусства они задабривают туземцев, и те выпускают их.
Между тем Бараш натыкается на расхитителей гробниц, практичную Лару и глуповатого Дизеля. Найдя Бараша, они слушают его историю и заставляют его им помогать. Оснащённый специальным прибором-коптером, гусеница-Бараш летит над лагерем, дабы разведать местность, и чуть не разбивается, однако вскоре начинает в себя верить. Заметив у индейцев Улучшайзер, Бараш похищает его вместе со своим телом у своих друзей, которые хотели под покровом ночи украсть тело Бараша, и приносит расхитителям.
Довольная находкой, Лара решает поменяться телом Бараша с гусеницей. В этот момент мужскую часть Смешариков снова берут в плен и собираются казнить на костре за попытку якобы украсть «Золотого дракона». Придя в лагерь индейцев как Золотой дракон, Лара замечает гигантскую статую из золота и приказывают Дизелю немедленно ехать к ней. Дизель собирается выкрасть статую из золота и уйти вместе с Ларой, в чём ему мешает освободившийся Бараш. Лара, Дизель и Бараш устраивают неразбериху, постоянно меняясь телами в драке, но им удаётся выкрасть у индейцев статую и пленных Смешариков. В процессе бегства Дизель взрывает единственный каменный мост, соединяющий деревню туземцев с внешним миром, из-за чего естественная каменная колонна, на которой построена деревня, наклоняется в сторону вулкана. Начинается извержение.
После драки Бараш улетает на летающем приборе к друзьям и еле успевает спасти их от лавы. На самолёте Пина прилетают Нюша и Совунья и спасают всю мужскую часть Смешариков. Тем временем туземцы ждут спасенья от Золотого дракона, но Бараш кричит им, чтобы они спасались сами. Вождь, узнав об извержении, приказывает туземцам перебираться на край деревни. Тем временем Лара и Дизель обнаруживают, что из-за лавы вся взрывчатка Дизеля подожжена. Взрыв оказывается настолько мощным, что золотая статуя летит на край деревни к туземцам. Под его весом колонна кренится на противоположный край, тем самым спасая всю деревню от гибели.
Тем временем все Смешарики уже начали срочно искать тело Бараша, пока не поздно (по ходу всех приключений тело гусеницы с Барашем  готовилось к окукливанию, и сейчас у него завершающая стадия). Обнаружив спасшуюся  гусеницу в теле Бараша, Смешарики прилетают к ней и готовятся к смене тел, но тут Улучшайзер ломается. Все пытаются починить агрегат, но Копатыч ударяет тело Бараша по затылку, и в последние секунды Улучшайзер срабатывает. Гусеница через минуту улетает от Смешариков в виде бабочки. Сами Смешарики уже начинают оплакивать Бараша, но он, уже в родном теле, подаёт признаки жизни. Все друзья улетают домой.
История заканчивается тем, что Лара и Дизель идут по безмолвной пустыне. Лара распекает Дизеля, так как оба остались не в своих телах.
В сцене после титров Крош находит у себя дома визитку агентства Дежавю, после чего нам показывают название следующего мультфильма этой серии «Смешарики. Дежавю».

## Роли озвучивали
| Актёр                                      | Роль                  |
| ------------------------------------------ | --------------------- |
| Вадим Бочанов                              | Бараш                 |
| Антон Виноградов                           | Крош                  |
| Сергей Мардарь                             | Совунья / Кар-Карыч   |
| Светлана Письмиченко                       | Нюша                  |
| Владимир Постников                         | Ёжик                  |
| Михаил Черняк                              | Лосяш / Копатыч / Пин |
| Елена Шульман                              | Лара                  |
| Дмитрий Нагиев                             | Дизель                |
| Гарик Харламов                             | Вождь / рассказчик    |
| Владимир Маслаков                          | Шустряк               |
| Татьяна Белова                             | Дочь Вождя            |
| Сергей Васильев Денис Чернов Игорь Яковель | Туземцы               |

## Создатели
- Режиссёр-постановщик: Денис Чернов
- Авторы сценария: Денис Чернов, Дмитрий Яковенко
- Композиторы: Сергей Васильев, Марина Ланда
- Художник-постановщик: Ольга Овинникова
- Звукорежиссёры: Игорь Яковель, Денис Душин
- Аранжировщик для оркестра: Дмитрий Бюргановский
- Директор картины: Надежда Кузнецова
- Исполнительный продюсер: Юлия Осетинская
- Продюсеры: Илья Попов, Фёдор Бондарчук, Дмитрий Рудовский
- Художественный руководитель: Анатолий Прохоров

## Факты
- Изначально Лару озвучила Марина Федункив, но создателей фильма она не впечатлила[7][8].
- Фильм должен был положить начало спин-оффу под названием «Хамелеоны», посвящённый жизни туземцев, но планы на запуск мультсериала были отменены по неизвестным причинам. Пилотная серия мультсериала была показана на Международном Каннском кинофестивале, где она вошла в финал конкурса детских веб-сериалов[9][10].
- Над диалогами в фильме работала креативная творческая группа «Сахар1kg», перед которой ставилась задача добавить в диалоги больше шуток. Эта группа принимала участие в работе над некоторыми фильмами из киносерии «Ёлки», «Джунгли», «Призрак» и т. д.[11]
- Из фильма было вырезано почти 20 минут. По словам режиссёра картины Дениса Чернова это было сделано для того, чтобы подогнать фильм под соответствующий хронометраж[12].

## Награды
- 2017 — 22 Открытый российский фестиваль анимационного кино в Суздале: Приз жюри «За лучший полнометражный фильм»[13].
- 2017 — Икар (кинопремия): Лауреат в номинации «Фильм в прокате»[14].

## Отсылки
- Улучшайзер является отсылкой к улучшайзеру из серии игр «Call of Duty».
- Имя Лары и то, что она называет себя расхитительницей гробниц, является отсылкой на Лару Крофт.
- Имя Дизеля является отсылкой к киноактёру Вину Дизелю.
- В начале фильма Лосяш говорит «Всё-всё-всё! Мы договаривались: до первого проигрыша!», что является отсылкой к серии «Игра».
- Перед репетицией выступления Лосяша Копатыч говорит «Чего это там Лосяш опять налосяшил?» — это отсылка к серии Пин-Кода «Яркий след в истории».
- В сцене в гробнице вождя Лара называет Дизеля «Индианом Джонсом-недоучкой», что является отсылкой к Индиане Джонсу.
- Надпись на кепке Дизеля является отсылкой к компьютерной игре «DOOM».